# 放光寺 (松本市)
放光寺（ほうこうじ）は、長野県松本市蟻ケ崎にある曹洞宗の寺院。山号は日光山。本尊は十一面観音で秘仏。松本では兎川寺、牛伏寺と並び最も歴史のある寺院。
寺伝によれば天平2年（730年）行基を開山として創建したとされる。平安時代の延暦年間（782年 - 806年）坂上田村麻呂が伽藍を建造し整備したと伝わる。
当初は真言宗であったが廃仏毀釈で荒廃し、大正時代に曹洞宗の寺院として復興された。

## 文化財

### 長野県宝
- 木造十一面観音立像 - 平安時代後期の作。廃仏毀釈（1872年）や松本町川北の火災（1886年）も免れ現在に至る。松本地方最古に属する木造仏。秘仏であり拝観できない。

## 境内
- 本堂
- 六角堂
- 秋葉神社

## 行事
- 1月13日、14日 - 厄除け縁日
- 12月 - 二年参り

## 所在地
長野県松本市蟻ケ崎1283 

## アクセス
- 松本バスターミナルよりアルピコ交通バスアルプス公園行きで約13分、「放光寺」下車。
- 同じく松本バスターミナルよりアルピコ交通バスで信州大学病院方面行きまたは山城口行きで「城山公園口」下車し徒歩約30分。